# Rigel
Pour les articles homonymes, voir Rigel (homonymie).
Désignations
Rigel, également connue par sa désignation de Bayer Beta Orionis (en abrégé β Ori), est une étoile multiple de la constellation d'Orion. À l'œil nu, elle apparaît comme étant l'étoile la plus brillante de la constellation, ainsi que la sixième étoile la plus brillante du ciel nocturne.
Le système de Rigel est au minimum quadruple. Il est situé à approximativement 850 années-lumière de la Terre. Son étoile primaire, désignée β Orionis A, est une supergéante bleue légèrement variable, environ 40 000 fois plus lumineuse et à peu près 79 fois plus grande que le Soleil. Ses compagnons, β Orionis Ba, Bb, et C, forment un sous-système triple qui orbite autour de l'étoile primaire selon une période estimée à 24 000 ans.
Le nom de Rigel est issu de l'arabe et signifie « le pied d'al-jawzāʾ », d'après un personnage féminin du ciel arabe traditionnel. Il a été officialisé par l'Union astronomique internationale en 2016, ne l'attribuant formellement qu'à l'étoile primaire, β Orionis A. Cependant, par commodité, ses compagnons sont également connus comme Rigel B ou C dans la littérature.

## Nomenclature
Rigel est le nom de l'étoile approuvé par l'Union astronomique internationale (UAI) le 20 juillet 2016. Formellement, l'UAI a décidé d'attribuer des noms à des étoiles individuelles plutôt qu'à des systèmes stellaires complets, et dans sa liste approuvée, le nom de Rigel ne s'applique ainsi qu'à l'étoile principale du système, c'est-à-dire β Ori A. Toutefois, par commodité, ses compagnons sont souvent désignés comme Rigel B, Rigel C voire Rigel D dans la littérature,, l'étoile principale devenant alors Rigel A. L'UAI décrit ces désignations comme étant « utiles » mais ne les a pas officialisées.
Le nom de Rigel est très anciennement attestée en Occident, depuis la fin du Xe siècle. C'est une abréviation de l'arabe ancien رجل الجوزاء, Rijl al-jawzāʾ, « le pied d'al-jawzāʾ ». Le terme arabe date d'avant l'influence grecque ; al-jawzāʾ désigne un personnage féminin (l'« elgeuse » de Bételgeuse) dont la constellation se situait à l'emplacement d'Orion.
Après les traductions de Ptolémée, Rigel a également été nommée par les astronomes arabophones الجبار, Rijl al-jabbār, où al-jabbār, le géant, désigne la constellation d'Orion. Le nom de l'étoile a aussi été abrégé en occident en Algebar ou Elgebar[réf. souhaitée] beaucoup moins utilisées.

## Caractéristiques physiques

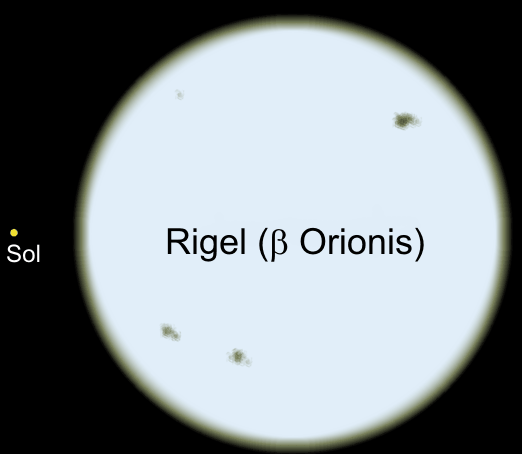
Comparaison de Rigel avec le Soleil.

Rigel est une étoile variable dont la magnitude apparente varie légèrement, entre 0,08 et 0,20. Cela fait d'elle typiquement la sixième étoile la plus brillante du ciel. Elle est même, la plupart du temps, légèrement plus brillante que l'étoile α d'Orion, Bételgeuse. Elle se situe à une distance de 790 à 950 années-lumière de la Terre, trop loin pour être connue avec précision par la mesure de sa parallaxe, même si la meilleure estimation du satellite Hipparcos donne une distance d'environ 850 années-lumière. Il est possible d'en déduire que la magnitude absolue de Rigel est de l'ordre de -6,9, ce qui en fait une étoile extrêmement lumineuse. 
Son étoile principale est de type spectral B8Ia, une supergéante bleue, 40 000 fois plus lumineuse que le Soleil dans la lumière visible. Si on ajoute la puissance rayonnée dans l'ultraviolet, la puissance émise est 66 000 fois celle du Soleil. Avec un diamètre de 58 à 74 fois celui du Soleil, Rigel s'étendrait jusqu'à l'orbite de Mercure dans le système solaire. Elle est un peu plus grande que Canopus et n'est dépassée en taille que par Antarès et Bételgeuse parmi les étoiles de première magnitude.
La variabilité de Rigel est irrégulière, et comme beaucoup de supergéantes bleues, il s'agit d'une étoile variable de type Alpha Cygni. Celle variabilité provient de pulsations non-radiales de la surface de l'étoile, qui sont à l'origine d'un grand nombre d'oscillations qui se superposent expliquant cette irrégularité apparente dans sa variation,.
Rigel a une masse qui est de l'ordre de 17 fois celle du Soleil, et elle est vouée à produire une supernova et terminera probablement sa vie sous la forme d'un trou noir.

## Structure du système
Rigel est l'étoile principale d'un système au moins quadruple, ce qui signifie que l'étoile apparente depuis la Terre est en réalité un système composé, comme bon nombre d'étoiles visibles, de plusieurs étoiles liées par la gravité. Deux compagnons proches l'un de l'autre, connus comme Rigel B et C, ou β Orinis B et C, forment une binaire visuelle et sont tous deux de classe spectrale B9. Leur magnitude apparente combinée est de 6,8.
Rigel B et C sont distants l'un l'autre de 28 ua (4,2 milliards de km), une distance comparable à celle entre le Soleil et Neptune (30 ua, 4,5 milliards de km), et orbitent autour de Rigel environ 70 fois plus loin, à environ 2 000 au (~300 milliards de kilomètres)[réf. souhaitée].
Rigel B est elle-même une binaire, plus précisément une binaire spectroscopique à raies doubles, ses deux étoiles — Rigel Ba et Bb — orbitant l'une autour de l'autre avec une période de 9,86 jours et selon une excentricité de 0,10,.
Il existe un dernier compagnon recensé dans les catalogues d'étoiles doubles et multiples, connu comme Rigel D ou β Orinis D. Son appartenance ou non au système reste indéterminée. L'existence d'un compagnon spectroscopique pour Rigel A a été proposée au début du XXe siècle sur la base de variations de la vitesse radiale de l'étoile, et une orbite a même été calculée. Toutefois, des études ultérieures ont réfuté la présence de ce compagnon, reliant plutôt ces variations de vitesses radiales aux pulsations intrinsèques de l'étoile.

## Environnement stellaire

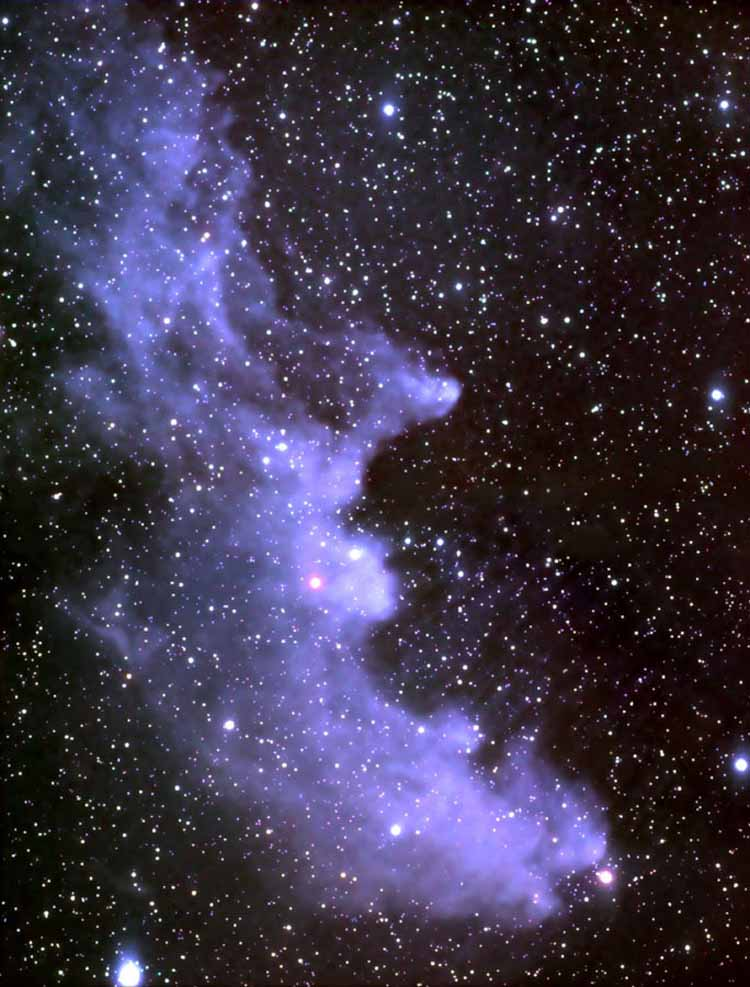
Réflexion de la lumière intense de Rigel sur la nébuleuse de la Tête de Sorcière.

Rigel évolue dans une région riche en nébuleuses et éclaire plusieurs nuages de poussière, comme la Nébuleuse de la Tête de Sorcière (IC 2118).
Rigel est vraisemblablement un membre lointain d'une vaste association d'étoiles liées par l'âge, l'association OB1 d'Orion, incluant la ceinture d'Orion, les étoiles illuminant la nébuleuse d'Orion et les autres étoiles bleues-blanches de la constellation. On la classe cependant plus souvent dans l'association R1 de Taureau/Orion, réservant l'association OB1 d'Orion à des étoiles plus jeunes et plus proches de la nébuleuse d'Orion.